# Klonoa Heroes: Densetsu no Star Medal
Klonoa Heroes: Densetsu no Star Medal (クロノアヒーローズ 伝説のスターメダル?, Kuronoa Hiirouzu: Densetsu no Sutaa Medaru, lett. "Klonoa Heroes: Leggendaria Star Medal") è un videogioco di genere action RPG della serie Klonoa sviluppato e pubblicato da Namco per la console portatile Game Boy Advance nel 2002.

## Trama
Klonoa Heroes è l'ultimo gioco del franchise ad essere ambientato in un universo parallelo a quella degli altri giochi della serie. In questo titolo, Klonoa vive nella sua città natale di Breezegale (chiamato villaggio Eolo nell'edizione italiana del primo videogioco) assieme al nonno e sta cercando di diventare un vero eroe. La storia inizia con lui e il suo amico Chipple che provano a cogliere un fiore speciale, il Hikari Sakura (traducibile come "fiore di ciliegio chiaro") da un ramo d'albero. Viene affermato che il fiore sboccia solo in determinate circostanze e la persona che riuscirà ad ottenerla avrà fortuna.
Dopo aver preso l'Hikari Sakura, Klonoa viene informato da Popka, il suo piccolo amico che somiglia a un cane, che alcuni piccoli mostri si sono stabiliti in città e il giovane aspirante eroe si precipita subito li per batterli. Poco dopo la sconfitta dei nemici, Klonoa decide di andare a far visita alla sua amica e sacerdotessa in formazione Lolo, la quale lo avvisa che altre creature hanno fatto irruzione presso Bell Hill, situato proprio sopra al santuario in cui sta studiando. Dopo averle promesso di stare attento, il protagonista si dirige verso la cima della collina ma viene circondato da creature chiamate Moo ma viene salvato in tempo da un giovane uomo con l'aspetto di un lupo di nome Guntz, il quale arriva a bordo di una motocicletta.
I due partono assieme per intraprendere la carriera di cacciatori di taglie ma si imbattono in un grande armadillo di nome Pango, esperto in esplosivi, il quale si unisce al gruppo per curare suo figlio Boris dalla malattia del sonno. In seguito vengono a sapere del tremendo piano di un folle malvagio di nome Garlen, il quale si è messo in combutta con Joka e Janga, due pericolosi criminali. Così Klonoa, Guntz e Pango partono all'avventura cercando di porre fine ai piani dei loro antagonisti.

## Modalità di gioco
Lo stile di gioco prende una svolta unica nel suo genere dato che è completamente diverso dai capitoli precedenti usciti su console portatili dello stesso franchise, infatti il giocatore dovrà controllare Klonoa, Guntz o Pango da una prospettiva visiva che andrà dall'alto verso il basso, sconfiggendo i nemici presenti sul cammino e guadagnando punti esperienza sotto forma di "Frammenti di Sogno" (piccoli oggetti simili a cristalli) e l'oro, il quale viene utilizzato per eventuali acquisti lungo il viaggio. Klonoa fa uso ancora una volta della sua celebre arma, il "Wind Bullet" (proiettile di vento), che in questo caso potrà sparare sfere di energia di colore blu o rosso. Le pistole di Guntz e le bombe di Pango funzionano nello stesso identico modo. I personaggi sono differenziati anche dal fatto che possono acquisire armi differenti e uniche per ognuno di loro nel corso del gioco. Allo stesso modo, ogni nemico avrà un'affinità legata a un colore che potrà essere blu o rosso (visibile attraverso una barra collocata sopra la testa del nemico colpito), i tre personaggi per infliggere un danno maggiore dovranno colpire la minaccia con un attacco della medesima colorazione.
Gli oggetti di recupero possono essere trovati in bauli sparsi sporadicamente in ogni livello o comprati dai mercanti in città. Utilizzandoli si potrà far recuperare una parte dei punti ferita del personaggio scelto e dargli anche alcuni piccoli benefici. Inoltre i tre protagonisti possono anche aumentare di livello, il che permette al giocatore di scegliere di utilizzare i punti accumulati per aumentare una delle seguenti statistiche: potenza d'attacco, difesa ed agilità. In caso di ripensamento le statistiche possono essere cambiate in qualsiasi momento a patto di essere già all'interno di un livello.
Klonoa e i suoi amici devono viaggiare attraverso otto mondi separati fra loro da piccoli livelli chiamati visioni. Alla fine di ogni mondo, i personaggi dovranno affrontare un mostro come boss per progredire nel gioco.

## Sviluppo
Klonoa Heroes: Densetsu no Star Medal fu sviluppato da Namco e venne annunciato per la prima volta in una conferenza stampa svoltasi tra l'aprile e il maggio 2002, dove la stessa azienda confermò che erano in corso di sviluppo due nuovi titoli di Klonoa per Game Boy Advance dopo l'uscita di Klonoa: Empire of Dreams, pubblicato l'anno prima. Il primo gioco fu Klonoa 2: Dream Champ Tournament' mentre il secondo Klonoa Heroes: Densetsu no Star Medal, il quale fu presentato al Tokyo Game Show 2002 mostrando lo stile di gioco completamente differente rispetto ai predecessori. A differenza degli altri videogiochi della stessa serie, questo è l'unico a non essere mai distribuito al di fuori dal Giappone.

## Colonna sonora
Il 22 marzo 2011 fu pubblicato un album contenente la colonna sonora di sottofondo del gioco, il quale si intitola Klonoa Heroes: Densetsu no Star Medal Music Collection (クロノアヒーローズ 伝説のスターメダル ミュージックコレクション?, Kuronoa Hiirouzu: Densetsu no Sutaa Medaru Myūjikku Korekushon)
Musiche di Junko Ozawa, Kanako Kakino, Yoshinori Kawamoto, Yuji Masubuchi, Kazuhiro Nakamura, Eriko Imura, Tetsukazu Nakanishi, Katsuro Tajima.
1. The Windmill Song – 3:22 (musica: Junko Ozawa)
2. Jugkettle – 3:40 (musica: Kanako Kakino)
3. The Moon's – 2:34 (musica: Kanako Kakino)
4. Mad Mover – 0:48 (musica: Yoshinori Kawamoto)
5. Temple In The Sky – 2:42 (musica: Kanako Kakino)
6. Volkies Song – 2:40 (musica: Yuji Masubuchi)
7. Shogun – 1:03 (musica: Yoshinori Kawamoto)
8. Craters – 4:20 (musica: Yuji Masubuchi)
9. Crater And Magma – 2:07 (musica: Yuji Masubuchi)
10. Breakthrough – 4:55 (musica: Yuji Masubuchi)
11. Catch The Wind – 0:39 (musica: Yoshinori Kawamoto)
12. Nahatomb – 2:00 (musica: Yoshinori Kawamoto)
13. Sign Of Hero -inst- – 3:29
14. Guntz – 1:39 (musica: Kazuhiro Nakamura)
15. Pango – 1:08 (musica: Yoshinori Kawamoto)
16. Lolo! – 1:49 (musica: Eriko Imura)
17. Balue – 0:52 (musica: Eriko Imura)
18. Weeping Karal – 1:15 (musica: Eriko Imura)
19. Joker Mood – 0:54 (musica: Tetsukazu Nakanishi)
20. Garlen's Dream – 1:25 (musica: Yuji Masubuchi)
21. Suspicious – 1:32 (musica: Yuji Masubuchi)
22. Rush! – 0:36 (musica: Yoshinori Kawamoto)
23. Farce – 0:45 (musica: Yoshinori Kawamoto)
24. The Tension 1 – 0:44 (musica: Yoshinori Kawamoto)
25. The Tension 2 – 0:50 (musica: Yoshinori Kawamoto)
26. Tear Up – 1:04 (musica: Kanako Kakino)
27. Tenderness – 1:04 (musica: Yoshinori Kawamoto)
28. The Moon Says – 1:42 (musica: Yoshinori Kawamoto)
29. Promise – 1:25 (musica: Kanako Kakino)
30. The Wind Sings – 1:10 (musica: Yoshinori Kawamoto)
31. Street – 0:29 (musica: Kanako Kakino)
32. Inn – 0:42 (musica: Kanako Kakino)
33. Quenchless Curiosity – 1:52 (musica: Katsuro Tajima)
34. The Wind Cries – 1:06 (musica: Yoshinori Kawamoto)
35. Moon Street – 0:29 (musica: Kanako Kakino)
36. Moon Inn – 0:42 (musica: Kanako Kakino)
37. Quenchless Curiosity In A Bar – 2:00 (musica: Katsuro Tajima)
38. Kumiko Watanabe – Sign Of Hero – 4:22 (testo: Yoshihiko Arawi – musica: Kanako Kakino, Kei Kusama)
39. Sign Of Hero (Karaoke) – 4:26 (musica: Kanako Kakino, Kei Kusama)

## Accoglienza
| Testata                            | Giudizio |
| ---------------------------------- | -------- |
| GameRankings (media al 09-12-2019) | 90.00%   |
| Famitsū                            | 31/40    |

Klonoa Heroes: Densetsu no Star Medal ha ricevuto recensioni per la maggior parte positive da parte della critica, ottenendo un 90.00% dal sito di media statistica GameRankings, vendendo 40 000 copie in Giappone. La rivista settimanale Famitsū diede al gioco un punteggio di 31 su 40.